# NGC 5066
NGC 5066 је спирална галаксија у сазвежђу Девица која се налази на NGC листи објеката дубоког неба.
Деклинација објекта је - 10° 14' 2" а ректасцензија 13h 18m 28,4s. Привидна величина (магнитуда) објекта NGC 5066 износи 13,5 а фотографска магнитуда 14,4. NGC 5066 је још познат и под ознакама NGC 5069, MCG -2-34-20, PGC 46360.